# Steve Hewitt

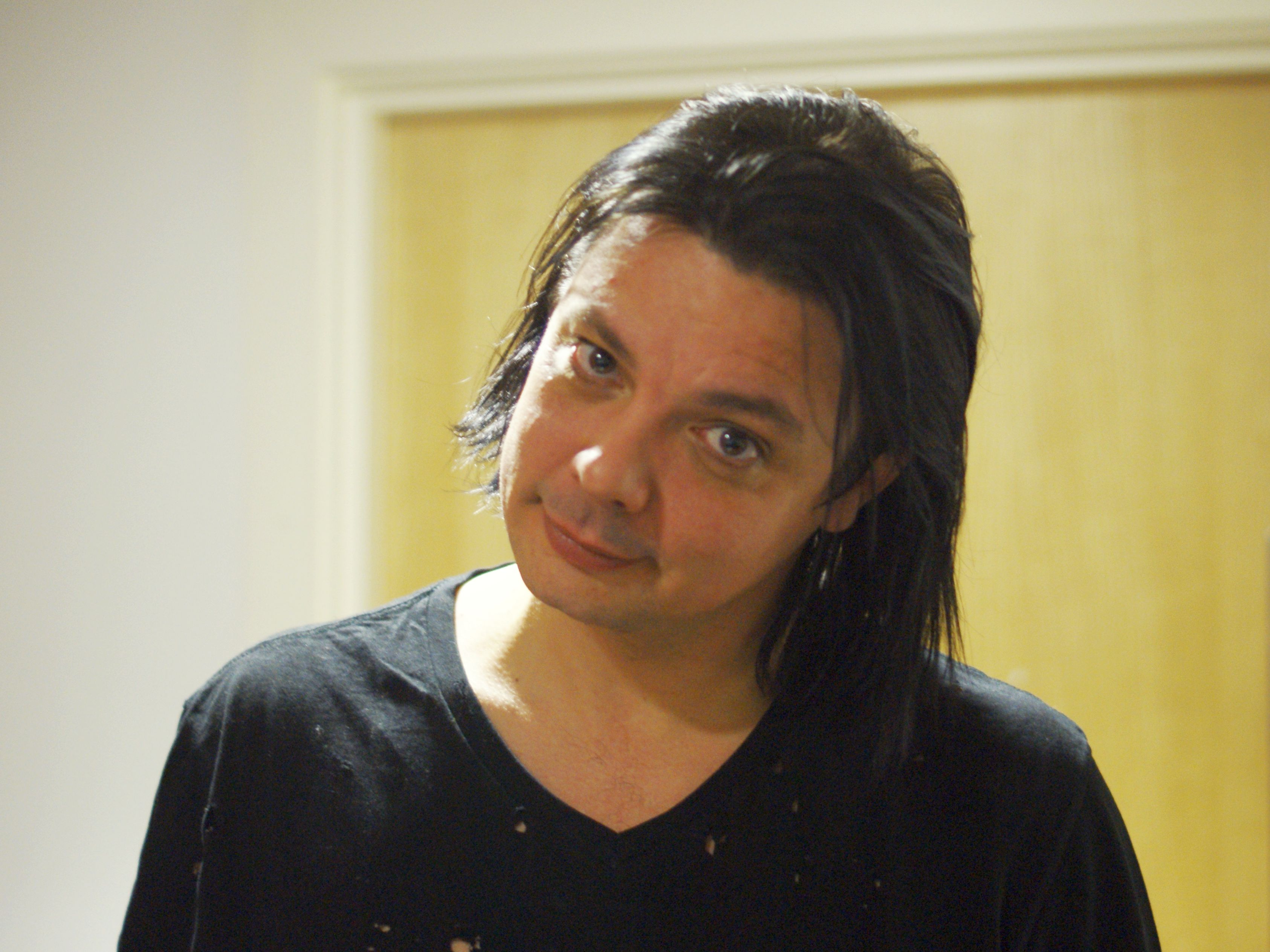
Steve Hewitt

Steve Hewitt (Cheshire, Engeland, 22 maart 1971) is een Brits muzikant vooral bekend als drummer van de rockband Placebo. Daarvoor speelde Steve in The Boo Radleys, The Electric Crayons, The Mystic Deckchairs en Breed.
Tot 1997 was Robert Schultzberg de vaste drummer van Placebo. Er kwamen echter conflicten tussen Robert en de andere leden van de band, onder andere over het imago dat ze zich aanmaten. Steve Hewitt, drummer in de eerste demo's van Placebo, was in die tijd beschikbaar doordat de band Breed niet van de grond kwam. Hij werd in 1997 op uitnodiging van Molko en Olsdal de vaste drummer van Placebo. 
Op 1 oktober 2007 werd aangekondigd dat Hewitt Placebo verlaat wegens muzikale en persoonlijke verschillen. In augustus 2008 werd aangekondigd dat de nieuwe drummer de Amerikaan Steve Forrest is.
- International Standard Name Identifier: 0000 0000 4695 2489
- Library of Congress Control Number: no2008031397
- MusicBrainz: 5976af3a-ab6a-4725-a9cc-72cdffc6b932
- Nationale Bibliotheek van Tsjechië: js20060630016
- Virtual International Authority File: 56413518
- WorldCat: E39PBJk4BH9KDjmm9mgGmFwBfq